# Azucena
Azucena  è un nome proprio di persona spagnolo femminile.

## Varianti in altre lingue
- Catalano: Assutzena[1]
- Galiziano: Azucena

## Origine e diffusione

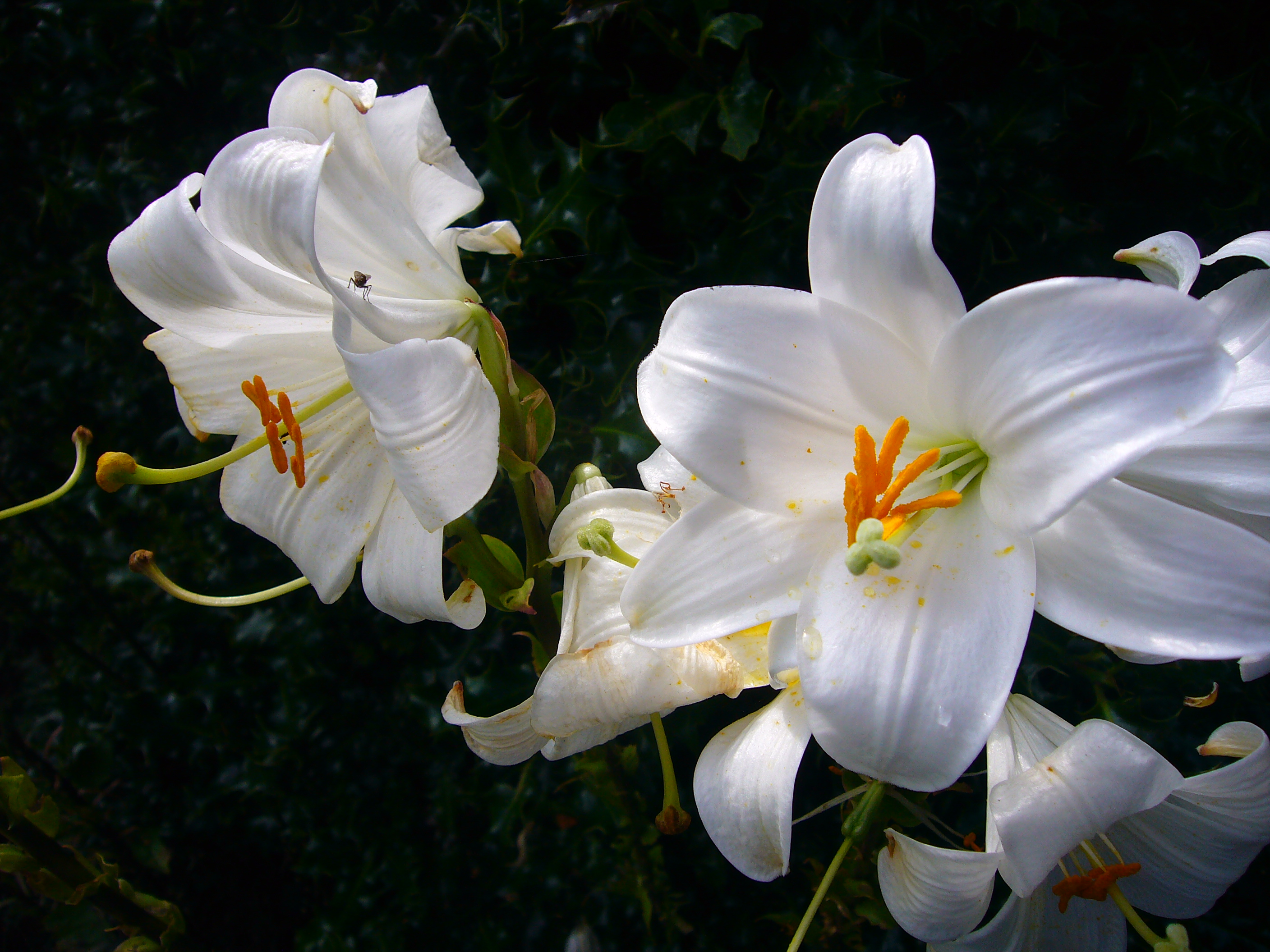
Fiori di Lilium candidum

È un nome spagnolo del "giglio della Madonna" (Lilium candidum); il suo utilizzo è dovuto generalmente a motivazioni religiose, come ripresa di un titolo con cui è venerata la Madonna, Nuestra Señora de la Azucena. 
Da un punto di vista etimologico, il nome risale al termine arabo susen (o as-susana, "giglio"), dalla stessa radice semitica dalla quale deriva il nome Susanna. Da un punto di vista semantico, oltre che con Susanna, Azucena condivide il significato anche con i nomi Lilia e Gigliola.

## Onomastico
Nessuna santa porta questo nome; una festività mariana, intitolata alla Nuestra Señora de la Azucena, è celebrata il 15 agosto nella Rioja.

## Persone
- Azucena Villaflor, attivista argentina

## Il nome nelle arti
- Azucena è un personaggio dell'opera di Giuseppe Verdi Il trovatore.